# Diego Moreira
Diego Manuel Jadon da Silva Moreira (* 6. August 2004 in Lüttich) ist ein portugiesisch-belgischer Fußballspieler, der bei Racing Straßburg spielt.

## Karriere

### Verein
Moreira begann seine fußballerische Karriere bei Standard Lüttich in seinem Geburtsort und bei dem Klub, bei dem sein Vater Almami Moreira jahrelang spielte. Im Sommer 2020 wechselte er nach Portugal zu Benfica Lissabon. Hier kam er in der Saison 2020/21 bereits zu sechs Einsätzen für das U23-Team in der Liga Reveleção. In der Saison 2021/22 spielte er dort immer häufiger und schoss seine ersten Tore. In der UEFA Youth League spielte er für die U19-Junioren zehn Spiele, in denen er vier Tore schoss und ihm zudem fünf Torvorlagen gelangen. Am Ende stand er mit dem Titel im Finale, welches man auch dank zwei Vorlagen Moreiras mit 6:0 gegen den FC Red Bull Salzburg gewann. Neben der Youth League gewann er mit dem Team die portugiesische Meisterschaft und den U20 Intercontinental Cup. Am 10. Januar 2022 (17. Spieltag) debütierte er im Profibereich, als er in der zweitklassigen zweiten Mannschaft gegen die Reserve des FC Porto eingewechselt wurde. Um diese ereignisreiche Saison für Moreira zu beenden, kam er am letzten Spieltag der Liga Portugal bei einem 2:0-Sieg über den FC Paços de Ferreira eingewechselt und debütierte somit für die erste Mannschaft Benficas. In der Saison 2022/23 war er Stammspieler in der Reservemannschaft, wo er in 24 Saisonpartien dreimal traf. In der U19-Mannschaft spielte er weiterhin in der UEFA Youth League, bei welcher in jener Spielzeit bereits nach der Gruppenphase Schluss war. Für die Profimannschaft kam er zu einem Kurzeinsatz in der Champions-League-Qualifikation gegen den FC Midtjylland.
Nach dieser Spielzeit wurde er im Sommer 2023 ablösefrei vom englischen Erstligisten FC Chelsea verpflichtet. Beim Londoner Klub kam er einmal im EFL Cup, dreimal für die U21-Mannschaft in der Premier League 2 zum Einsatz und stand einmal im Kader der Premier League gegen Luton Town. Um Spielzeit zu sammeln wechselte Moreira Ende der Transferperiode für eine Ablöse von knapp drei Millionen Euro auf Leihbasis in die Ligue 1 zu Olympique Lyon. Am fünften Spieltag wurde er gegen den Le Havre AC das erste Mal in der Ligue 1 eingesetzt, als er kurz vor Schluss bei dem 0:0-Unentschieden für Ernest Nuamah ins Spiel kam. Ende Januar 2024 wurde die Leihe vorzeitig beendet.
Mitte August 2024 kehrte Moreira kurz vor dem Beginn der Saison 2024/25 in die Ligue 1 zurück und wechselte zu Racing Straßburg. Er unterschrieb einen Vertrag bis zum 30. Juni 2029.

### Nationalmannschaft
Nachdem er Anfang des Jahres 2019 zweimal für die belgische U15-Auswahl gespielt hatte, entschied er sich Mitte 2019 international für Portugal aufzulaufen, obwohl er neben Belgien auch für Guinea-Bissau und Deutschland spielberechtigt wäre. So lief er in den Folgejahren für diverse portugiesische Juniorennationalmannschaften und wurde von ehemaligen A-Nationalspielern wie Rui Bento, Oceano da Cruz oder Rui Jorge trainiert. Mit dem U21-Team sammelte er bei dem Vorrundenaus bei der U21-EM 2023 erste internationale Turnier-Erfahrungen.

## Familie
Moreiras Vater Almami Moreira ist ehemaliger Profifußballer und spielte neben Vereinen aus Portugal, Belgien, Spanien, Serbien, Russland und China auch für den Hamburger SV in der deutschen Fußball-Bundesliga. Zudem ist er sechsfacher guinea-bissauischer Nationalspieler. Sein deutscher Großvater mütterlicherseits, Helmut Graf entstammt der Jugend von Viktoria Köln und spielte ebenfalls jahrelang in Belgien, wo er später auch als Trainer agierte. Sein Cousin Carlos Mané spielt auch Fußball und war jahrelang bei Sporting Lissabon, dem Rivalen Benficas, aktiv, spielte jedoch auch ein halbes Jahr in Deutschland bei Union Berlin. Ein weiterer Cousin, Eric da Silva Moreira, ist deutscher Juniorennationalspieler und im Kader von Nottingham Forest.

## Erfolge
Benfica Lissabon U19
- Portugiesischer U19-Meister: 2023
- UEFA-Youth-League-Sieger: 2023
- U20-Intercontinental-Cup-Sieger: 2023